# Park Narodowy Góry Stołowej
Park Narodowy Góry Stołowej (ang. Table Mountain National Park), poprzednio zwany Cape Peninsula National Park – park narodowy położony w Republice Południowej Afryki w Prowincji  Przylądkowej Zachodniej. 
Park powstał w dniu 29 maja 1998 roku w celu ochrony naturalnego środowiska masywu Góry Stołowej i endemicznej roślinności fynbos. Park znajduje się pod protektoratem zarządu Sanparks (South African National Parks). 
PN Góry Stołowej posiada dwie ważne atrakcje turystyczne: Górę Stołową, od której park został nazwany, i Przylądek Dobrej Nadziei, najdalszego punktu Afryki w kierunku południowo-zachodnim.
Powierzchnia parku wynosi 225 000 ha plus dodatkowe 1000km²  wód przybrzeżnych i plaży.
W odróżnieniu od innych parków RPA, otoczony jest przez miasta i prywatne posiadłości, przez co istnieje praktycznie wolny wstęp z istniejącymi trzema płatnymi bramami.

## Warunki naturalne
Park rozciąga się od Signal Hill (Góra Sygnałowa) przez Lion’s Head (Głowa Lwa), Devil's Peak (Diabli Szczyt), Constantiaberg, góry południowej części Peninsula do Cape Point. 
Park składa się z trzech części oddzielonych od siebie przez tereny miejskie na równinnym terenie. 

### Trzy oddzielne części Parku Narodowego Góry Stołowej

#### Terytorium Góry Stołowej
W skład tej części wchodzą szczyty: Signal Hill, Lion’s Head, Góra Stołowa razem z Tylnym Stołem (niższa część Góry Stołowej), Devil's Peak, łańcuch Dwunastu Apostołów (siedemnaście szczytów wzdłuż linii brzegowej Oceanu Atlantyckiego) i Orange Kloof (teren pod ścisłą ochroną, nie udostępniony dla turystów).
Część ta powstała z dawnego Narodowego Pomnika Góry Stołowej, Cecilia State Forest i Newlands Forest.
Ogród Botaniczny Kirstenbosch oficjalnie nie zalicza się do terytorium parku, ale jego wyższe partie utrzymywane są na podobnych zasadach.

#### Terytorium Silvermine-Tokai
Biegnie przez półwysep od Oceanu Atlantyckiego do brzegów False Bay.
Ważne punkty wchodzące w skład tego terytorium to Constantiaberg, szczyt Steenberg i góry Kalk Bay.
Powstało z dawnego Tokai State Forest i z Rezerwatu Silvermine.

#### Terytorium Cape Point
Znajduje się na południowym końcu półwyspu, rozciąga się od Cape Point i Przylądka Dobrej Nadziei na południu do Scarborough przy Atlantyku i Simonstad nad False Bay. Powstało z dawnego Rezerwatu Przylądka Dobrej Nadziei.

## Fauna i flora
Park Narodowy Góry Stołowej wchodzi w skład zespołu obszarów ochrony przyrody Cape Floral z 2285 gatunkami roślin (z czego 90% w tym 300 endemicznych lub zagrożonych zagładą) wpisanego na Listę Światowego Dziedzictwa Kulturalnego i Przyrodniczego UNESCO.
Występuje tutaj mniej zwierząt niż w pozostałych parkach RPA. Często spotykane są oswojone góralki skalne i przyzwyczajone do widoku ludzi stada pawianów czakma. Żyją tam też mangusty, jeżozwierze, węże, żółwie i karakale.
Na plaży Boulders w Simonstad żyje duża kolonia pingwinów przylądkowych.

## Turystyka
Z 4.4 miliona odwiedzających rocznie, Park Narodowy Góry Stołowej jest najczęściej odwiedzanym ze wszystkich parków w RPA.
Atrakcje turystyczne:
- kolejka Linowa transportująca pasażerów ze stacji na Kloof Neck na szczyt Góry Stołowej.
- plaża Boulders obok miasteczka Simonstad z dużą kolonią pingwinów afrykańskich.
- Cape Point i Przylądek Dobrej Nadziei.

## Galeria

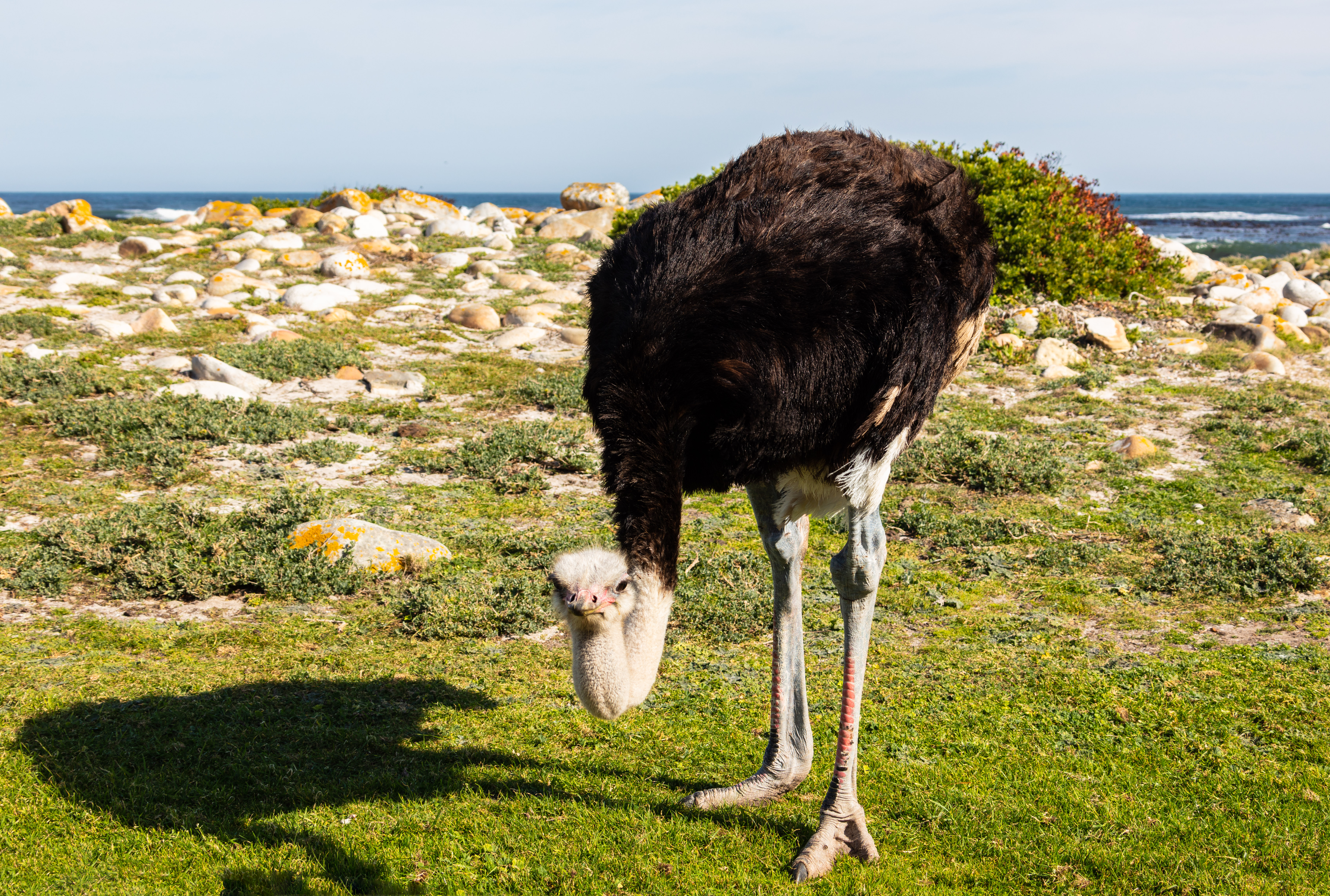
Samiec strusia na Przylądku Dobrej Nadziei
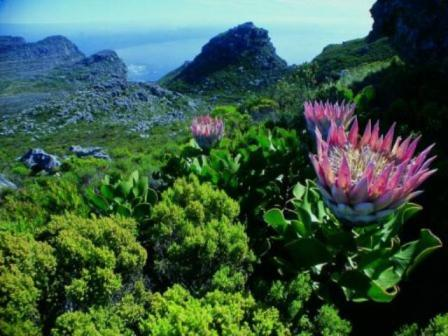
Protea królewska w Parku Narodowym Gór Stołowych
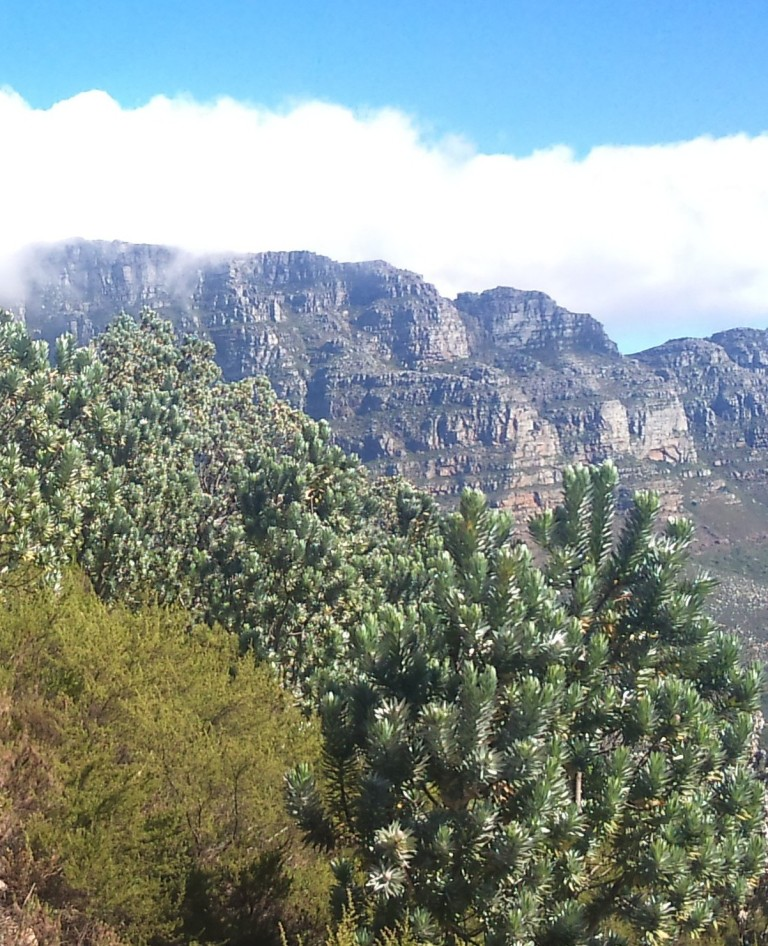
Srebrne Drzewa (Leucandendron argenteum) w Parku Narodowym Gór Stołowych
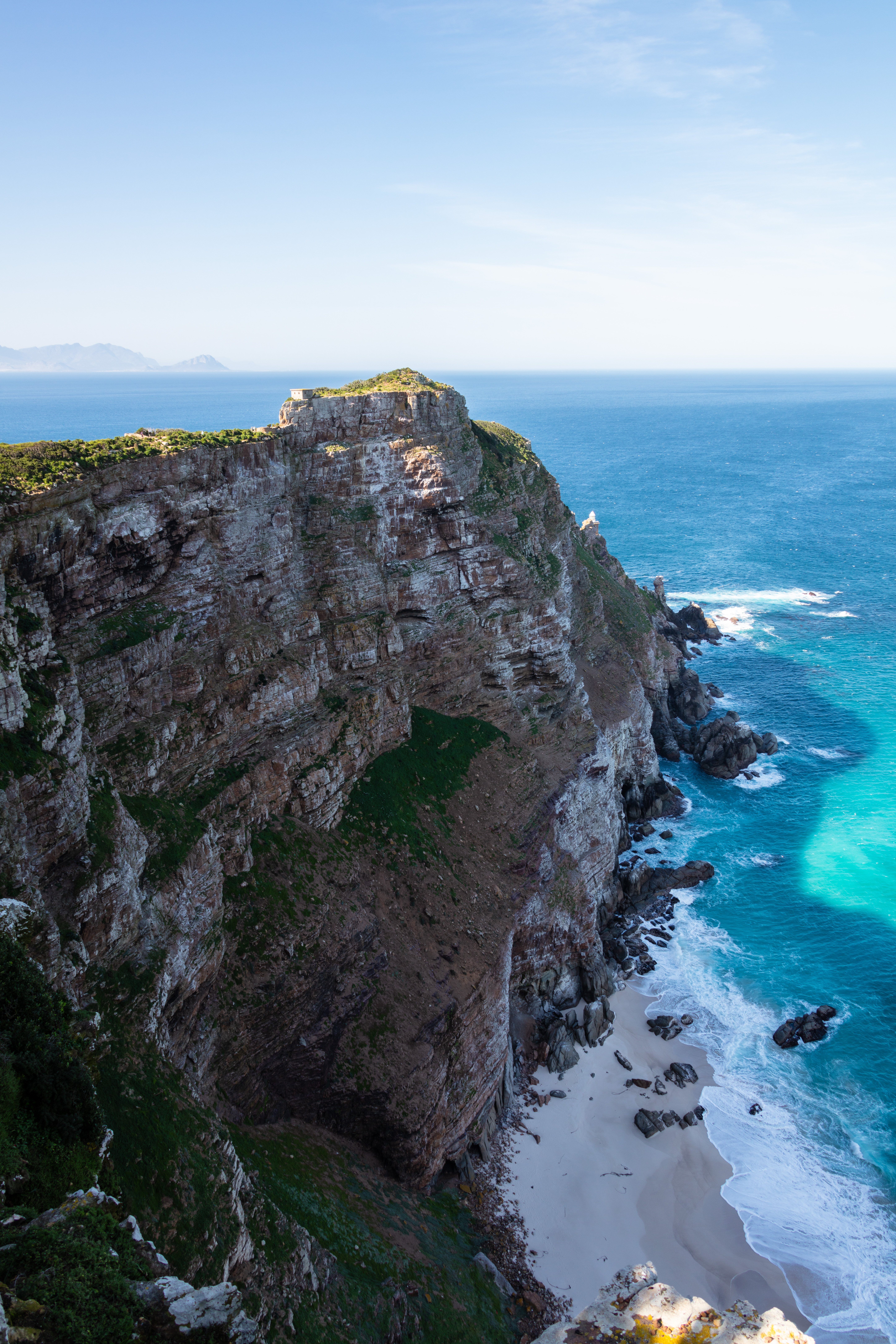
Widok na Cape Point
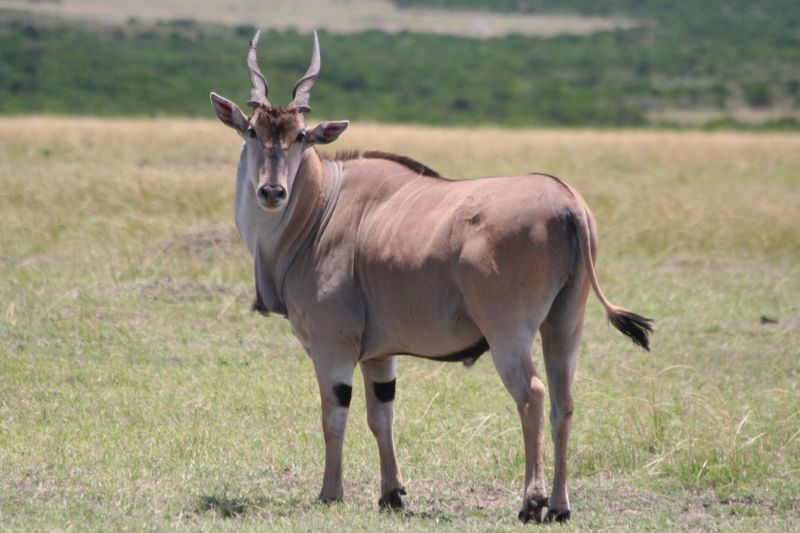
Antylopa Eland w Parku Narodowym Gór Stołowych
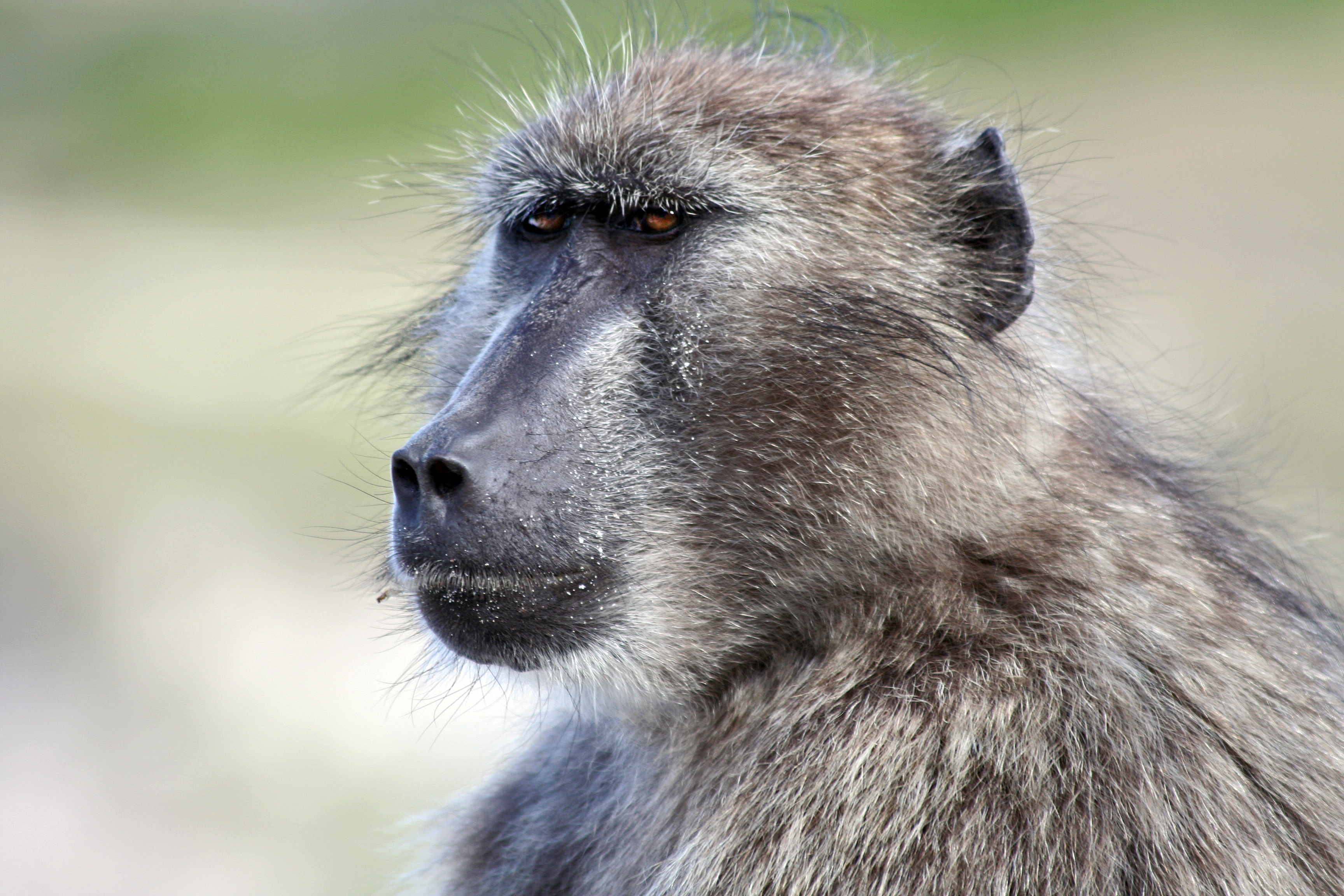
Pawian w Parku Narodowym Gór Stołowych